# Пролыгина, Анна Ильинична
Анна Ильинична Пролыгина (1914—1953) — советская актриса театра

## Биография
Анна Ильинична Пролыгина родилась в 1914 году в Калужской области. В 1936 году она окончила театральное училище им. М.С. Щепкина под руководством М.Ф. Костромского по специальности "актриса драмы". Производственную практику А.И. Пролыгина проходила в Государственно академическом малом театре, участвуя в его спектаклях, а также в театре им. В.И. Сафонова. За годы актерской карьеры А.И. Пролыгина талантливо сыграла целый ряд ведущих ролей в советском и классическом репертуаре: Катерину в "Грозе", Диану в "Собаке на сене", Любовь Яровую в одноименном спектакле, мадам Буткевич в спектакле "Незабываемый 1919 год", роли Аннушки и Евгении в спектакле "На бойком месте". Сценические образы, ярко воплощенные на сцене Анной Ильиничной, были глубоки по мысли и проникнуты большой теплотой и жизнеутверждающей силой.
С началом Великой Отечественной войны общественность Магнитогорска через газеты „Магнитогорский рабочий“ и „Челябинский рабочий“ обратилась к коллективу Малого театра, находившемуся в то время в Челябинске, с просьбой возобновить культурное шефство и помочь магнитогорскому театру имени А. С. Пушкина. Анна Ильинична Пролыгина вместе с другими актерами Малого театра переезжает в Магнитогорск. К 1943 году коллектив магнитогорского театра имени А. С. Пушкина насчитывал уже 43 человека. Прибывшие в эвакуацию московские актеры внесли огромный вклад в развитие местного театра и культурную жизнь Магнитогорска. Интересно, что наряду с постановками современных авторов в репертуаре было много отечественной и зарубежной классики: «Правда – хорошо, а счастье – лучше», «Снегурочка» А. Островского, «Вишнёвый сад» А. Чехова, «Трактирщица» К. Гольдони, «Много шума из ничего» В. Шекспира, «Жорж Данден» Ж. Мольера. В Магнитогорске актриса проработала до 1944 года. В 1950-1951 гг. Пролыгина играет в Государственном русском драматическом театре в Ижевске. Далее ей предстоит работа в театре им. В.В. Маяковского в Сталинабаде. В 1952-1953 гг. она - ведущая артистка труппы в Государственном русском драматическом театре в Якутске. 

### Спектакли
| Название               | Роль             |
| ---------------------- | ---------------- |
| Собака на сене         | Диана            |
| Гроза                  | Катерина         |
| Любовь Яровая          | Любовь Яровая    |
| На бойком месте        | Аннушка, Евгения |
| Незабываемый 1919 год  | Мадам Буткевич   |
| Дядя Ваня              | Елена Андреевна  |
| Тридцать серебренников | Джейн Грэхем     |
| Дорогой бессмертия     | Густина Фучек    |
| Коварство и любовь     | Луиза            |
| Закон Ликурга          | Сондра Финчли    |
| Александр Пушкин       | Анна Керн        |
| Бешеные деньги         | Лидия Юрьевна    |
| Враги                  | Полина           |

### Награды
Заслуженная артистка Удмуртской АССР